# جان جی. سالیون
جان جی. سالیوان (انگلیسی: John J. Sullivan؛ زادهٔ ۲۰ نوامبر ۱۹۵۹) وکیل و دولتمرد آمریکایی است. او سابقاً قائم مقام وزیر امور خارجه ایالات متحده آمریکا و قائم مقام مدیریت و منابع وزیر امور خارجه ایالات متحده آمریکا بوده است که در دولت دونالد ترامپ مشغول به کار بود. بدین ترتیب، او دومین مقام عالی رتبهٔ این وزارتخانه بود. سالیوان هم اکنون به عنوان سفیر آمریکا در روسیه منصوب شده است.
سالیوان زاده و بزرگ شدهٔ بوستون، ماساچوست است. او بی‌ای تاریخ و علوم سیاسی را از دانشگاه براون در ۱۹۸۱ و جی دی خود را از مدرسه حقوق کلمبیا در ۱۹۸۵ دریافت کرد. او نزد جان ماینر ویزدام قاضی دادگاه استیناف حوزه پنجم ایالات متحده آمریکا و برای دیوید سوتر قاضی دیوان عالی ایالات متحده آمریکا کارآموزی کرده‌است.

## زندگی شخصی
سالیوان و همسرش گریس رودریگز سه فرزند دارند و در مریلند زندگی می‌کنند. او برادرزاده آخرین سفیر ایالات متحده آمریکا در ایران، ویلیام سالیوان است.